# 소 퍼커션

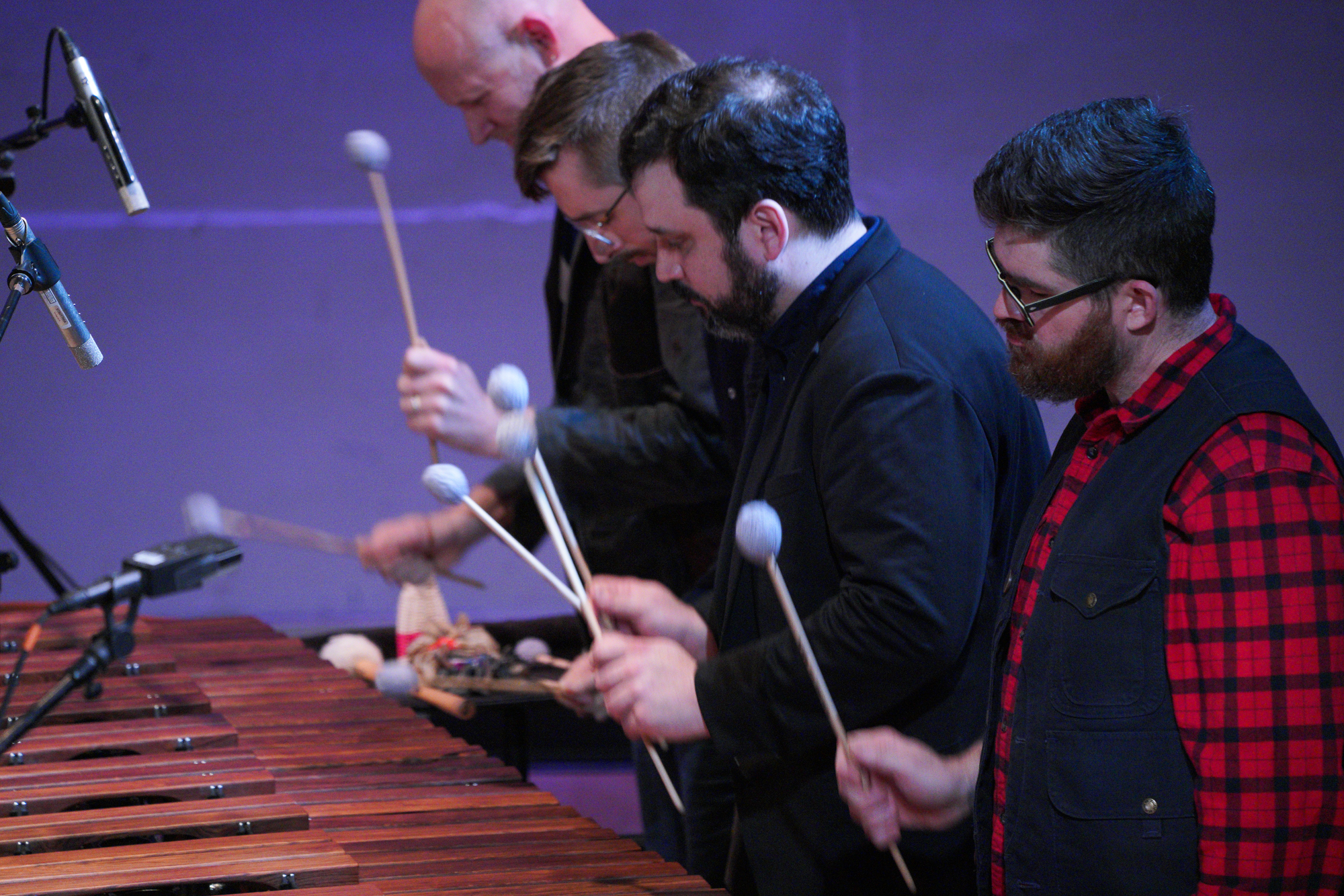
2020년 공연에서의 소 퍼커션 모습

소 퍼커션(영어: Sō Percussion)은 1999년 뉴욕에서 결성된 미국의 타악기 사중주단이다.
조시 퀼렌, 애덤 슬리윈스키, 제이슨 트루팅, 에릭 차비치로 구성되어 있으며 스티브 라이히, 데이비드 랭, 캐롤라인 쇼, 브라이스 데스너, 줄리아 울프, 비제이 아이어, 프레드 프리스, 안젤리카 네그론, 나탈리 요아킴, 댄 트루먼, 트리스탄 페리히, 폴 랜스키, 클레어 루세이, 쇼데케 탈리페로, 레일후아 란질로티, 스티브 맥케이, 켄달 K. 윌리엄스, 샤라 노바, 마틴 브레스닉, 오스카 베티슨, 올리비어 타파가, 에반 지포린, 아르보 패르트 등의 작곡가 등과 협업하였다. 멤버들이 모두 예일 스쿨 오브 뮤직에서 로버트 밴 사이스를 사사할 때 결성되었으며, 존 케이지, 줄리우스 이스트먼, 폴린 올리베로스, 조지 크럼, 이안니스 크세나키스 등의 작곡가의 작품을 포함해 타악기 앙상블 음악의 표준 레파토리 작품을 계속 연주하고 있다.
소 퍼커션은 고철, 바위, 화분, 선인장 등 잘 사용되지않는 악기를 사용해 공연하기도 한다. 칸탈루프 뮤직, 논서치 레코드, 스릴 자키, 브래스랜드 레코드, 뉴 암스테르담 레코드에서 음반을 발매했다.

## 디스코그래피
- Sō Percussion (2004)[1]
- Steve Reich: Drumming (2005)[2]
- Amid the Noise (2006) *CD/DVD[3]
- Five (and-a-half) Gardens — with Trollstilt (2007)
- Treasure State — with Matmos (2010)[4]
- Paul Lansky: Threads (2011)[5]
- Steve Reich: WTC 9/11 - Mallet Quartet Recording (2011) *CD/DVD[6]
- Steve Mackey: It Is Time (2011) *CD/DVD[7]
- Martin Bresnick: Caprichos Enfaticos with Lisa Moore, piano (2011)[8]
- Bad Mango with Dave Douglas, trumpet (2011)[9]
- David Lang: The Woodmans - Music From the Film (2011)[10]
- Amid the Noise Remixes (2011)[11]
- Cage 100: Bootleg Series (2012)[12]
- Where (we) Live (2012)[13]
- neither Anvil nor Pulley (2013)[14]
- Cenk Ergun: Nana - Proximity Recording (2014)[15]
- Man Forever: Ryonen (2014)[16]
- Bobby Previte: TERMINALS (2014)[17]
- Bryce Dessner: Music for Wood and Strings (2015)[18]
- Glenn Kotche: Drumkit Quartets (2016)[19]
- Steve Reich and So Percussion: Drumming Live (2017)[20]
- Color Theory, with PRISM Sax Quartet (2017)[21]
- Dan Trueman: Songs That Are Hard to Sing - with JACK Quartet (2019)[22]
- A Record Of... - with Buke and Gase (2021)[23]
- Caroline Shaw: Narrow Sea - with Dawn Upshaw and Gil Kalish (2021)[24]
- Julius Eastman: Stay On It - with MEDIAQUEER, Adam Tendler, Beth Meyers, Grey Mcmurray, Shelley Washington & Alex Sopp (2021)[25]
- Paul Lansky: Angles (2021)[26]
- Steve Reich with NEXUS Percussion (2021)[27]
- Let The Soil Play Its Simple Part - with Caroline Shaw (2021)[28]
- Julia Wolfe: Forbidden Love (2022)[29]
- Individuate - With Darian Thomas, Bergamot Quartet, Shelby Blezinger-McCay, and Kasey Blezinger (2022)[30]
- Rectangles and Circumstance - with Caroline Shaw (2024)[31]